# Snooker Shoot Out 2014
Snooker Shoot-Out 2014 − czwarta edycja turnieju Snooker Shoot Out. Odbył się w dniach 24–26 stycznia 2014 roku w Circus Arena w Blackpool. Turniej jest wzorowany na nieistniejących już zawodach Pot Black.

## Nagrody finansowe
Zwycięzca: 32,000£

Finalista: 16,000£

Półfinał: 8,000£

Ćwierćfinał: 4,000£

Runda 3: 2,000£

Runda 2: 1,000£

Runda 1: 500£
Najwyższy break: £2,000£
Łączna pula nagród: £130,000£

## Wyniki turnieju
Losowanie par pierwszej rundy miało miejsce 8 grudnia 2013 roku w Talksport. Turniej nie posiada drabinki, a kojarzenie par w każdej z rund ma miejsce tuż przed jej rozpoczęciem.

### Runda 1
- 24 stycznia - 19:00
  -  Zhang Anda 40-14  Martin Gould
  -  Cao Yupeng 65-1  Mark Selby
  -  Anthony Hamilton 13-52  Ali Carter
  -  Barry Hawkins 56-24  Rod Lawler
  -  Luca Brecel 50-67  Ben Woollaston
  -  Mark King 82-0  Mark Joyce
  -  Nigel Bond 62-47  Jamie Jones
  -  Fergal O’Brien 1-82  Dominic Dale
  -  Liam Highfield 72-15  Stephen Maguire
  -  Alfie Burden 103-4  Paul Davison
  -  Dave Harold 52-53  Jamie Cope
  -  Robbie Williams 54-29  Jack Lisowski
  -  Mike Dunn 29-34  Tom Ford
  -  David Gilbert 41-40  Anthony McGill
  -  Michael White 93-1  Barry Pinches
  -  Jimmy White 32-51  Jimmy Robertson
- 25 stycznia - 13:00
  -  Mark Williams 1-74  Mark Allen
  -  Rory McLeod 36-35  Peter Ebdon
  -  Stuart Bingham 89-42  Joe Perry
  -  Jamie Burnett 78-41  Dechawat Poomjaeng
  -  Kurt Maflin 52-49  Marcus Campbell
  -  Adam Duffy 39-97  Matthew Stevens
  -  Gerard Greene 19-64  Xiao Guodong
  -  Peter Lines 0-77  Michael Holt
  -  Ian Burns 0-88  Thepchaiya Un-Nooh
  -  Ricky Walden 13-62  Mark Davis
  -  Robert Milkins 34-65  Shaun Murphy
  -  Graeme Dott 29-22  Aditya Mehta
  -  Matthew Selt 43-29  John Higgins
  -  Ken Doherty 53-79  Alan McManus
  -  Andrew Higginson 46-8  Tian Pengfei
  -  Steve Davis 33-84  Ryan Day

### Runda 2
- 25 stycznia - 19:00
  -  Shaun Murphy 0-85  Jamie Burnett
  -  Ryan Day 56-53  Michael White
  -  Xiao Guodong 30-41  Alan McManus
  -  Jamie Cope 8-62  Ali Carter
  -  Matthew Stevens 53-20  Nigel Bond
  -  Thepchaiya Un-Nooh 76-48  Michael Holt
  -  Zhang Anda 0-89  Stuart Bingham
  -  Rory McLeod 9-85  Matthew Selt
- 25 stycznia - 19:00
  -  Andrew Higginson 87-18  Liam Highfield
  -  Barry Hawkins 7-69  Dominic Dale
  -  Graeme Dott 72-0  Tom Ford
  -  Mark Allen 86-0  Robbie Williams
  -  Kurt Maflin 82-20  Cao Yupeng
  -  David Gilbert 43-72  Mark Davis
  -  Jimmy Robertson 22-47  Mark King
  -  Alfie Burden 62-5  Ben Woollaston

### Runda 3
- 26 stycznia - 15:00
  -  Kurt Maflin 59-10  Jamie Burnett
  -  Mark Davis 109-0  Thepchaiya Un-Nooh
  -  Mark Allen 45-51  Dominic Dale
  -  Graeme Dott 61-1  Ali Carter
- 26 stycznia - 15:00
  -  Alan McManus 48-51  Matthew Stevens
  -  Andrew Higginson 40-22  Alfie Burden
  -  Mark King 1-59  Ryan Day
  -  Stuart Bingham 82-6  Matthew Selt

### Ćwierćfinały
- 26 stycznia - 20:00
  -  Matthew Stevens 33-34  Stuart Bingham
  -  Dominic Dale 81-1  Andrew Higginson
- 26 stycznia - 20:00
  -  Kurt Maflin 7-105  Ryan Day
  -  Graeme Dott 57-7  Mark Davis

### Półfinały
- 26 stycznia - 21:00
  -  Ryan Day 6-64  Dominic Dale
  -  Graeme Dott 0-62  Stuart Bingham

### Finał
- 26 stycznia - 21:30
  -  Dominic Dale 77-19  Stuart Bingham